# Liancalus similis
Liancalus similis är en tvåvingeart som beskrevs av Aldrich 1893. Liancalus similis ingår i släktet Liancalus och familjen styltflugor.
Artens utbredningsområde är Idaho. Inga underarter finns listade i Catalogue of Life.